# Cásate conmigo (serie de televisión)
Cásate conmigo (en hangul, 우리가 결혼할 수 있을까; en hanja, 우리가 結婚할 수 있을까; romanización revisada, Uriga Gyeolhonhal Su Isseulkka) también conocida como Can We Get Married?, es una serie de televisión surcoreana emitida durante 2014 y protagonizada por Sung Joon, Jung So Min, Lee Mi Sook, Han Groo y Kim Young Kwang.
Fue trasmitida por JTBC desde el 29 de octubre de 2012 hasta el 1 de enero de 2013, finalizando con una longitud de 20 episodios emitidos cada lunes y martes a las 21:50 (KST).

## Reparto

### Familia de Hye Yun
- Jung So Min como Jung Hye Yoon.
- Kim Sung Min como Nam Do Hyun.
- Jung Ae Yeon como Jung Hye Jin.
- Lee Mi Sook como Lee Deul Ja.
- Kim Jin Soo como Jang Min Ho.
- Choi Hwa Jeong como Lee Deul La.
- Hwang Jae Won como Nam Tae Won.

### Familia de Jung Hoon
- Sung Joon como Ha Jung Hoon.
- Sun Woo Eun Sook como Kim Eun Kyung.
- Kang Seok Woo como Ha Dong Gun.
- Kim Young Kwang como Kong Ki Joong.
- Han Groo como Min Yi Dong Bi.[7]

### Otros
- Choi Ji Heon como Yoo Ri.
- Lee Jae Won como Jeon Sang Jin.
- Jin Ye Sol como Han Chae Young.

## Emisión internacional
- Bolivia: Red Uno.
- Chile: Vía X (6 de abril de 2015 - 16 de julio de 2015).
- Estados Unidos: Pasiones.
- Japón: TBS.[8]
- Perú: Panamericana Televisión (2015) ,Willax Televisión (2020).
- Tailandia: PPTV.
- Taiwán :GTV (4 de febrero ~ 17 de marzo de 2015); PPTV (6 de marzo ~ 6 de abril de 2015).[9]